# Cités et gouvernements locaux unis d'Afrique
 (août 2011).
Si vous disposez d'ouvrages ou d'articles de référence ou si vous connaissez des sites web de qualité traitant du thème abordé ici, merci de compléter l'article en donnant les références utiles à sa vérifiabilité et en les liant à la section « Notes et références ».
Cités et Gouvernements Locaux Unis d’Afrique (CGLU Afrique) est une organisation internationale panafricaine regroupant, à quelques exceptions près, toutes les villes, les collectivités territoriales ainsi que les associations nationales de collectivités locales africaines. 

## Contexte historique
CGLU Afrique résulte de la fusion de trois organisations continentales d’autorités locales: l’une majoritairement anglophone, AULA (African Union of Local Authorities); l’autre majoritairement francophone, UVA (Union des Villes Africaines); et la troisième majoritairement lusophone, UCCLA (Uniao das Cidades Capitais Lusofonas Africanas).
La dynamique d’unification de ces trois organisations a démarré en 1998 lors du 1er Sommet des collectivités locales, Africités, tenu à Abidjan en Côte d’Ivoire, en janvier 1998. Elle s’est amplifiée lors du 2e Sommet Africités organisé à Windhoek en Namibie, en mai 2000, et s’est concrétisée en décembre 2003 lors du 3e Sommet Africités de Yaoundé au Cameroun avec la mise en place effective de l’organisation des Cités et Gouvernements Locaux Unis d’Afrique.
Le Congrès fondateur de CGLU Afrique s’est tenu à Tshwane en Afrique du Sud du 15 au 18 mai 2005. Le deuxième Congrès de CGLU Afrique s’est tenu à Abuja au Nigeria du 26 au 29 juin 2008 lors duquel les statuts de l'organisation ont été adoptés. Les instances dirigeantes de l'organisation ont été élues lors de la réunion du Conseil panafricain tenue à Rabat le 24 novembre 2008.

## Objectifs
Distincte des États qui la composent, l'organisation a pour finalité de promouvoir la décentralisation et le renforcement du rôle des collectivités locales dans l’amélioration des conditions et du cadre de vie des populations africaines. CGLU Afrique ambitionne par ailleurs de contribuer à l’unité et au développement de l’Afrique en partant de la base. CGLU Afrique voudrait relayer les préoccupations et programmes de l’Union Africaine en direction des collectivités et communautés locales, et porter à la connaissance de ces instances les attentes des populations à la base. C’est la raison pour laquelle CGLU Afrique souhaite être reconnue d’utilité publique par la Commission de l’Union Africaine, et travaille également en vue de la mise en place d’un Haut Conseil des Collectivités Territoriales au sein des instances de l’Union Africaine. CGLU Afrique assure également la promotion des associations nationales de collectivités ou leur renforcement dans chaque pays, afin qu’un dialogue structuré puisse s’organiser entre les gouvernements centraux et les collectivités locales sur la conduite des politiques de décentralisation.
Cités et Gouvernements Locaux Unis d'Afrique organise également tous les trois ans un salon international des maires et des collectivités locales d'Afrique, Citexpo, sur les solutions en matière d'équipement des villes (eau, énergie, télécommunications, transport...).